# Radhika (cràter)
Radhika és un cràter d'impacte en el planeta Venus de 7,9 km de diàmetre. Porta el nom d'un antropònim tàmil, i el seu nom va ser aprovat per la Unió Astronòmica Internacional el 1997.